# Széchenyi István Egyetem

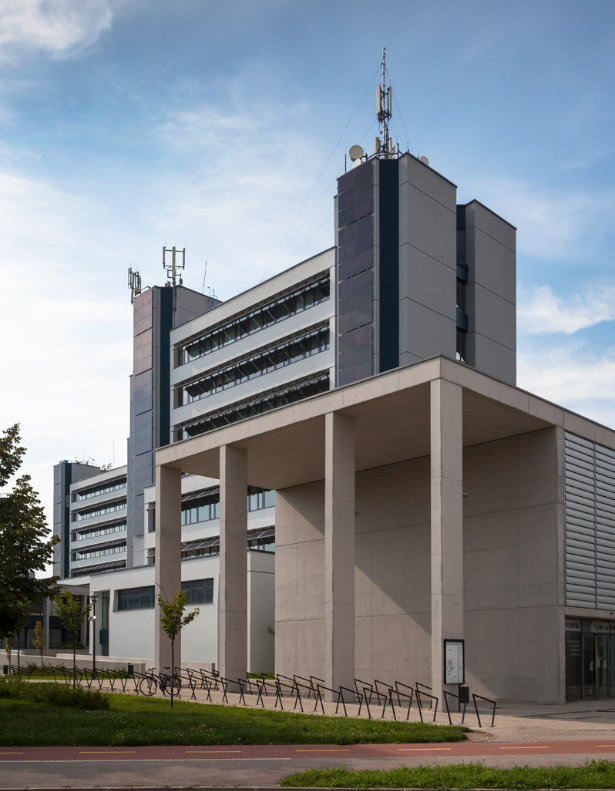
Széchenyi István Egyetem tanulmányi épülete

A Széchenyi István Egyetem (röviden: SZE) Győr és Mosonmagyaróvár felsőoktatási intézménye. A Győrben 1968-ban megalakult Közlekedési és Távközlési Műszaki Főiskola 1986-ban vette fel a Széchenyi István nevet, majd 2002-ben egyetemi rangot szerzett. 2016 januárjában a győri Apáczai Csere János Tanítóképző Kar és a mosonmagyaróvári Mezőgazdaság- és Élelmiszer-tudományi Kar is az egyetemhez csatlakozott.

## Az egyetem története
Győr mindig is jelentős iskolaváros volt. Egyházi és világi alapfokú, középfokú iskolái mellett a 18. századtól a kor igényeinek és színvonalának megfelelő felsőoktatási intézmények is működtek a városban. Az 1718-ban létrehozott Jezsuita Akadémia hittudományi, bölcseleti és jogi képzést nyújtott, s 1745-től világi hallgatók is tanulhattak az intézményben. A Győri Királyi Akadémia 1776-ban kezdte meg működését. A jogtudomány és a magyar irodalom olyan jelentős személyiségei folytatták tanulmányaikat Győrött, mint Deák Ferenc, Csány László (1848-ban Széchenyi István után a közlekedési és közmunkaügyi miniszter) és Mikszáth Kálmán. Az akadémia kisebb nagyobb megszakításokkal a 19. század végéig, 1892-ig működött a városban.
1968 a következő jelentős időpont. Ebben az évben alapították az intézmény közvetlen jogelődjét, a Közlekedési és Távközlési Műszaki Főiskolát. A főiskola a közlekedési és távközlési infrastruktúra számára képezett – akkori szóhasználattal – mérnököket. Ekkor épült fel a Mosoni-Duna festői szépségű kanyarulatában, a barokk belvárostól néhány percnyi sétaútra az az épületegyüttes, amely – Magyarországon párját ritkító kivételként – eredetileg is felsőoktatási célokra épült. Az intézmény 1986-tól viseli „a legnagyobb magyar”, Széchenyi István nevét.
Az egyetem a város és a térség gazdaságát, társadalmát a képzési spektrum folyamatos színesítésével szolgálta és szolgálja a jövőben is. Az 1990-es évek elejétől a mérnöki tudományok mellett a közgazdasági, az egészségtudományi és szociális képzés is megjelent az oktatási kínálatban. 1995-ben az Eötvös Loránd Tudományegyetem programkihelyezése révén a jogi képzés, a jogász szak is visszatért a városba, s 2002-től a Széchenyi István Egyetem saját jogon indított szakja lett. A Liszt Ferenc Zeneművészeti Főiskola Zeneiskolai Tanárképző Intézet Győri Tagozatának 1995-ben történt integrálásával az ezredforduló időszakára ténylegesen létrejött egy olyan universitas, amely hallgatói létszámával, oktatói karának tudományos minőségével, képzési kínálatának sokszínűségével kaphatta meg 2002. január 1-jével az egyetemi rangot. A sikerben meghatározó az Universitas-Győr Alapítvány szerepe. Az alapítvány 1990-től segíti, ösztöndíjakkal és költségtérítésekkel támogatja a győri egyetem tudományos hátterének megteremtését.
Az egyetem 2012-ben díszpolgári címet kapott Győrben.
Az alapképzési szakok (BA, BSc) általában 7 félévesek, s – hasonlóan a főiskolai képzéshez – közvetlen elhelyezkedési lehetőséget is kínálnak a hallgatóknak. A végzettek másfél vagy kétéves mesterképzésben (MA, MSc) folytathatják tanulmányaikat, amely a klasszikus egyetemi szintű diplomát adja. A hallgatók – felkészültségük kiteljesítése érdekében – más szakok tantárgyai közül is választhatnak, s párhuzamos képzésben tanulhatnak. Így pl. a közgazdászok jogi vagy mérnöki ismeretekkel is bővíthetik tanulmányaikat. A közel tizenötezer nappali tagozatos hallgató mellett ötezren levelező vagy távoktatási szakokon tanulnak.[forrás?]

### Az egyetem rektorai
- Dr. Czinege Imre (2002–2005)[2]
- Dr. Szekeres Tamás (2005–2013)[3]
- Dr. Földesi Péter (2013–2021)
- Dr. Baranyi Péter (2021–2022)[4]
- Dr. Friedler Ferenc (2022-)[5]

### Az egyetem elnöke
Dr. Filep Bálint (2020-)

## Az egyetem szervezeti felépítése
A Széchenyi István Egyetemen jelenleg 9 egyetemi karon történik a hallgatók képzése.

### Apáczai Csere JánosPedagógiai, Humán- és TársadalomtudományiKar(SZE–AK)[7]
A győri tanítóképzés több mint 235 éves. 1778. július 1-jén nyílt meg Győr város Nemzeti Iskolájában a történelmi Magyarország második mesterképző tanfolyama. Tradicionálisan Nyugat-Magyarország tanítójelöltjei és tanítói látogatták az intézményt, de szép számmal gyarapították mesterségbeli tudásukat Kolozsvárról, Munkácsról, Felvidékről érkezők is.
1884-ben elkészült az állami intézet új épülete (jelenlegi Kiss János utcai épületszárny), majd a püspök is új épületet emelt a fiúképzősöknek (mai gyakorlóiskola). A miniszteri rendelettel előírt négyéves tantervű tanítóképzés Győrött 1893-ban kezdődött. Ebben az évben megszűnt a soproni katolikus tanítóképző, melynek feladatait a győri képző vette át. Ettől a tanévtől nevezték ki a képző gyakorlóiskolájának első önálló vezetőjét, Öveges Kálmánt. Dr. Zalka János megyés püspök 1894. szeptember 1-jén kelt levelével az alapítványi intézetet a Győri Egyházmegyének ajándékozta. Az első világháború hosszú időre megtörte az intézetek fejlődését. Az 1920-21-es tanévtől megindult a hatéves tanítóképzés, 1923-24-től öt évre változott. 1926 szeptemberében a Szent Orsolya Rend is megnyitotta tanítónőképző intézetét, amit az államosítás 1948-ban megszüntetett.
Győr város első felsőfokú oktatási intézménye, a Felsőfokú Tanítóképző Intézet 1959. szeptember 14-én kezdte meg működését 60 elsős hallgatóval, 17 fős tanári karral. Igazgatója Szabó János, igazgatóhelyettes dr. Csoknyai József. Az Állami Tanítónőképző épületét átalakították az új funkciónak megfelelően, csoportszobákat, előadótermet, könyvtárat rendeztek be. Gyakorlóiskola céljára a volt fiúképző épületét jelölték ki. Az Intézet vállalta a megszűnt középfokú győri, soproni, pápai, székesfehérvári tanítóképző feladatát és szellemi örökségét. 1961-ben, az ünnepélyes tanévzárón került sor először Győrött emlékdiplomák adományozására a megye nyugdíjas tanítóinak, több évtizedes pedagógiai tevékenységük elismerésére. Ez év őszén 30 hallgatóval elkezdődött a levelező oktatás. Ezekben az években az intézet zenei együttesei és irodalmi színpada, sportolói számos országos rendezvény díjait nyerték. Az 1974-75-ben befejeződött a főépület rekonstrukciója, átadták az új kollégiumi szárnyat. 1975-től a felsőfokú tanítóképző főiskola lett. A tanítóképző intézetek főiskolai rangra emelése fordulópont volt a hazai pedagógusképzés történetében.

### Audi Hungaria Járműmérnöki Kar (SZE–AHJK)
Az Audi Hungaria Zrt. a győri Széchenyi István Egyetemmel több mint 10 éve tartó együttműködésében újabb mérföldkőhöz érkezett. Az újonnan megalakult Audi Hungária Járműmérnöki Kar intézményes keretet biztosít az oktatók és az Audi Hungaria vállalati szakembereinek oktatási és szakmai-tudományos együttműködéséhez, valamint a régió iparának támogatásához. Az elmúlt évtizedekben Németországban széles körben elterjedt a duális képzési forma, amelybe vállalatok tízezrei – köztük számtalan kis- és középvállalkozás – kapcsolódtak be. A német mintára épülő duális felsőoktatási képzés az egyetemi tanulmányok kiegészítését jelenti, így a hallgatók valós ipari környezetben ültethetik át elméleti ismereteiket a gyakorlatba. Az új kar a magyarországi duális felsőoktatási képzés egyik bázisaként hozzájárult a gyakorlatorientált oktatás széles körű hazai elterjesztéséhez. Az oktatásban és a tudományos munkában az Audi Hungaria szakemberei közvetlenül is részt vesznek.
Az Audi Hungaria Járműmérnöki Karhoz tartozik a Belsőégésű Motorok Tanszék, a Járműgyártási Tanszék, a Járműfejlesztési Tanszék, az Anyagtudományi és Technológiai Tanszék, a Környezetmérnöki Tanszék, valamint a Logisztikai és Szállítmányozási Tanszék.

### Deák Ferenc Állam- és Jogtudományi Kar (SZE–DFK)

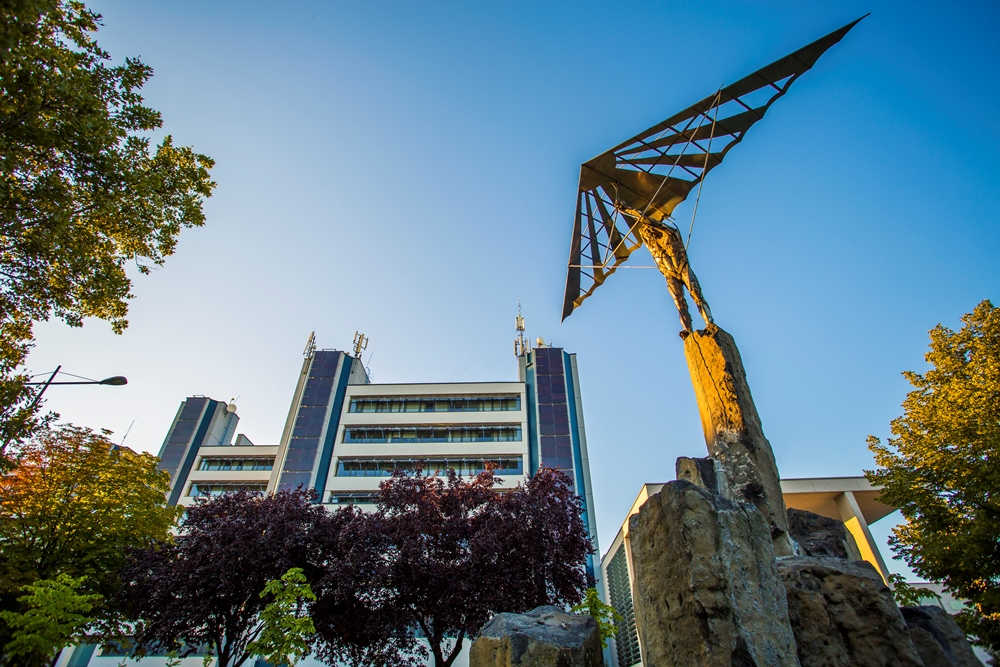

Győrött a jogi és igazgatási képzés gyökerei az 1700-as évekig, az egyes jogi tárgyaknak a Jezsuita Gimnáziumban folytatott oktatásáig nyúlnak vissza. Először a casuistica, majd a retorika, azután az egyházjog (ius canonicum), végül a természetjog kapott helyet az oktatásban. Mária Terézia Ratio Educationis révén öt Királyi Akadémiát alapított Győr, Kassa, Nagyszombat, Nagyvárad és Zágráb székhellyel. Az Akadémia szervezete három karra tagolódott, és bölcseleti, hittudományi, továbbá jogi képzést folytatott. A Jogakadémia egyaránt képzett szakembereket a közigazgatás és az igazságszolgáltatás számára. Hallgatója volt Deák Ferenc, a haza bölcse, a tudós Reguly Antal, a kiváló regényíró Mikszáth Kálmán, s a magyar tudomány és közélet számos további kiválósága. A Győri Királyi Jogakadémia 1892-ig működött.
1995-ben az ELTE Állam- és Jogtudományi Karával kötött együttműködési megállapodás alapján indult meg Győrben a jogászképzés. Az egyetemmé válással 2002-től a jogászképzés az intézmény saját jogon indított képzésévé vált. Az átalakulás során az ELTE–ÁJK kihelyezett győri tagozata az akkori Közgazdasági Fakultással együtt karrá alakult, melynek neve Jog- és Gazdaságtudományi Kar lett. A kar ennek megfelelően két intézetből, egy gazdaságiból és egy jogiból állt. 2007-ben a Jog- és Gazdaságtudományi Kar kettévált, mely után a jogászképzések irányítása az újonnan alapított Deák Ferenc Állam- és Jogtudományi Karhoz került.
A bolognai folyamat eredményeként a jogi képzésterület a 2006-tól a nemzetközi igazgatás alapszakkal, majd 2009-től az európai és nemzetközi igazgatásszervező mesterszakkal bővült. A Jogi Doktori Iskolában 2008-ban indult meg az oktatás.

### Egészség- és Sporttudományi Kar (SZE–ESK)
A Széchenyi István Egyetem jogelődjén a Széchenyi István Főiskolán az egészségügyi és szociális tudományterületre terjedő főiskolai képzés 1996 szeptemberében indult a Minisztérium, a Széchenyi István Főiskola és a Petz Aladár Megyei Oktatókórház, valamint Győr-Moson-Sopron megye vezetőinek közös döntését követően. Az első években a diplomás ápoló és szociális munkás főiskolai képzések folyamatos szakmai fejlesztése, megszilárdítása és elfogadtatása volt a legjelentősebb feladat. A főiskolai struktúrában önálló egységként működő Egészségügyi és Szociális Intézetben az oktatás, az Egészségtudományi és a Szociális Munka Tanszék irányításával zajlott. A nyugat-magyarországi szociális és egészségügyi valós munkaerőpiaci igények felismerése, a diplomázott egészségügyi és szociális szakemberek jó elhelyezkedési lehetőségei és magas szintű ismeretei egyre növekvő hallgatói létszámot, illetve országos elismertséget eredményeztek. Az első diplomák átadását követően több felsőfokú szakképzéssel és szakirányú továbbképzéssel bővült az intézet képzési palettája. 2002. január 1-től az intézmény egyetemi rangot kapott, a Petz Lajos Egészségügyi és Szociális Intézet az egyetem kari jogállású, önálló intézeteként működött tovább. A Széchenyi Egyetem multidiszciplináris és infrastrukturális lehetőségei, valamint a bolognai képzési struktúra bevezetése újabb BSc szakok és szakirányok kialakítását és indítását tették lehetővé.

### Építész-, Építő- és Közlekedésmérnöki Kar (SZE–ÉÉKK)

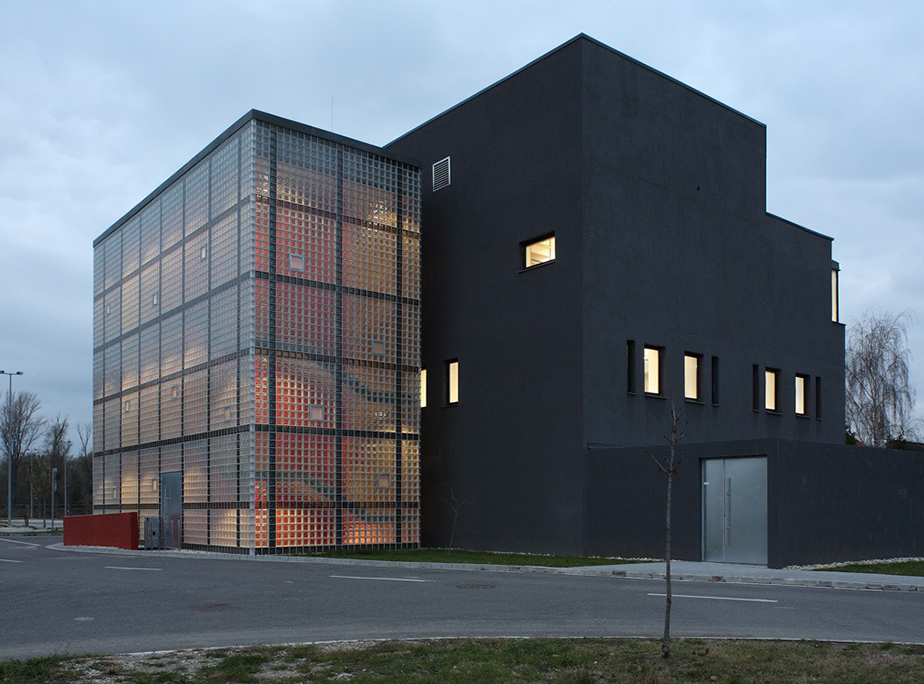
Építész Műteremház Győr

Az Építész-, Építő- és Közlekedésmérnöki Kar 2015. január 1-jén jött létre a korábbi Műszaki Tudományi Kar szétválásával. A kar léte nem előzmények nélküli, hiszen 2011-ig lényegében a mai kar oktatási és kutatási területeit fedte le a Baross Gábor Építési és Közlekedési Intézet. A kar gyökerei azonban sokkal korábbra nyúlnak vissza, hiszen a Széchenyi István Egyetem alapját adó Közlekedési és Távközlési Műszaki Főiskolán már a hetvenes években is folyt építőmérnökök és közlekedési üzemmérnökök képzése. E képzésekhez csatlakozott később az építészképzés. A 2000-es évek elejétől három szakon ötéves egyetemi képzés is megtalálható. A bolognai képzési rendszer bevezetése óta a karon egy osztatlan szakon, három alapképzési szakon (BSc) és három mesterszakon (MSc) folyik felsőfokú képzés. A kar oktatói 2005 óta részt vesznek a Multidiszciplináris Műszaki Tudományi Doktori Iskola munkájában.
A győri építészképzés sajátos, kiscsoportos műhelymunka jellegű oktatásának az Építész Műteremház ad otthont. Az épületet az egyetem egykori kompresszorházából tervezte át Bodrossy Attila és Czigány Tamás. A tervezési tárgyak elméleti előadásai és a gyakorlati projektmunkák konzultációi, bemutatói mellett csoportmunkák, alkotóhetek, hallgatók által szervezett események színtere is a ház.
A földszinten két előadóterem, egy konyha és egy zárt kisudvar található. Az első emeleten az Épülettervezési Tanszék kapott helyet. A második emeleten található a műterem és egy makettező műhely is.

### Gépészmérnöki, Informatikai és Villamosmérnöki Kar (SZE–GIVK)
A Gépészmérnöki, Informatikai és Villamosmérnöki Kar 2015. január 1-jén alakult, a 2002-ben alapított, 21 tanszéket magába foglaló Műszaki Tudományi Kar szervezeti átalakítása eredményeképp. A kar a műszaki tudományok tudományterületen folytat oktatási és tudományos kutatási tevékenységet, képzési területei a műszaki, az informatikai és pedagógusképzés. A szakstruktúra összhangban van az Északnyugat-dunántúli régió társadalmi és gazdasági igényeivel.

### Kautz Gyula Gazdaságtudományi Kar (SZE–KGK)

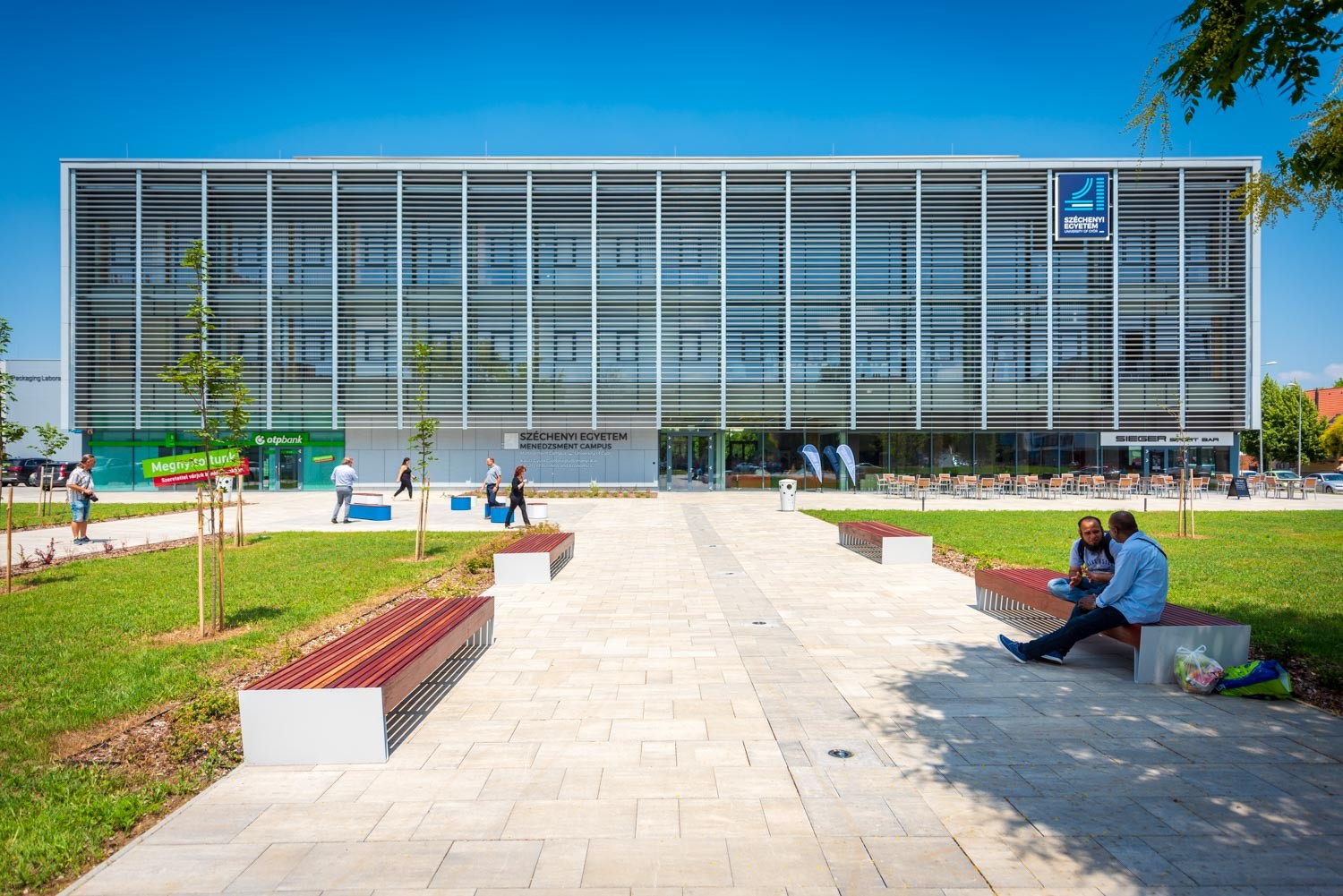
A Menedzsment-campus

A kar elődje az 1991-ben létrejött Közgazdasági Intézet, majd 1993-tól a Közgazdasági Fakultás volt. A közgazdászképzés Dr. Kupcsik József egyetemi tanár irányításával kezdődött el. Először az üzemgazdász és a gazdálkodási főiskolai szakokon indult meg a képzés. 1996-ban az igazgatói posztot Dr. Veress József vette át. 1998. szeptember 1-jétől a fakultás engedélyt kapott az egyetemi szintű gazdálkodási szak kiegészítő képzésként való indítására. A képzési repertoár ezek után a nemzetközi kapcsolatok, majd a nemzetközi kommunikáció főiskolai szakokkal bővült. Az első ötéves képzési idejű egyetemi közgazdász-gazdálkodási szak 2001-ben indult meg. A képzési kínálat időközben valamennyi főiskolai és egyetemi szakon távoktatási-levelező, újabban e-learning-távoktatással, illetve szakirányú továbbképzési szakokkal bővült. A változó igényeknek megfelelően nőtt a szakirányok száma, korszerűsödött az oktatás tartalma.
Az intézmény egyetemmé válásával együtt a Közgazdasági Fakultás az ELTE–ÁJK kihelyezett győri tagozatával együtt karrá alakult, melynek neve Jog- és Gazdaságtudományi Kar lett. A kar ennek megfelelően két intézetből, egy gazdaságiból és egy jogiból állt. A következő fontos állomás a doktori iskola megalapítása 2004-ben történt. 2007. január 1-jétől a Jog- és Gazdaságtudományi Kar két karrá vált szét. A közgazdászképzés irányítására önállósult az újonnan alapított Kautz Gyula Gazdaságtudományi Kar. A karrá válással együtt a dékáni hivatal Dr. Rechnitzer János kezébe került.
A bolognai folyamatnak megfelelően a képzési szisztémát alapjaiban kellett megváltoztatni. A hagyományos négy-, illetve ötéves főiskolai és egyetemi szakok 2005-től folyamatosan kivezetésre kerültek. Ezek eredményeként a karon 2006-tól az új kétszintű felsőoktatási rendszernek megfelelő alapképzések kerületek meghirdetésre. Az első mesterképzés 2008-ban indult meg.

### Albert Kázmér Mosonmagyaróvári Kar( Mezőgazdaság- és Élelmiszertudományi Kar) (SZE–AKMK)[10]
A mosonmagyaróvári Albert Kázmér Mosonmagyaróvári Kar (Mezőgazdaság- és Élelmiszertudományi Kar) jogelődjét, a „Magyar- Óvári Gazdasági Magántanintézetet” Wittmann Antal jószágkormányzó javaslatára Albert Kázmér szász-tescheni herceg 1818. október 25-én alapította. Az intézet alapításával az volt a célja, hogy uradalmai számára elméletileg és gyakorlatilag képzett gazdatiszteket neveljen. A hallgatók soraiba a szakmai érdeklődést tanúsító, gimnáziumi érettségivel rendelkező fiatalok az egész Monarchia területéről, sőt Európa más országaiból is jelentkezhettek. Az oktatás két éves volt, kezdetben latin, majd német nyelvű. Az intézmény megalapításától kezdve felsőfokú jelleggel működött. Az elő igazgató Wittmann Antal (1818–1832), akinek a nevéhez nemcsak az intézet alapítási terve, hanem a Lajta mocsaras vidékének a lecsapolása és a városi park létesítése is fűződik.
Utódja Kleyle Joachim (1832–1848) igazgatása alatt alakult meg 1840-ben intézményi keretek között az első tudományos intézet: a Magyaróvári Meteorológiai Megfigyelő Állomás. Az oktatás az 1848-49-es és az 1849-50-es tanévben szünetelt, mert a hallgatók nagy része a magyar szabadságharc zászlai alá sorakozva Kossuth Lajos oldalán harcolt. A megváltozott viszonyok következtében az uradalomnak nem volt annyi anyagi ereje, hogy az intézetet továbbra is fenntartsa. Ezért 1850 szeptemberében Albert Kázmér szerződést kötött a Földművelésügyi Minisztériummal, melyben részletezték a „Császári és Királyi Gazdasági Felsőbb Tanintézet” létrehozásának feltételeit és a minisztériumhoz való jogviszonyát. Ettől kezdve a tanintézet állami irányítás alá került. Vezetésére Dr. Pabst Henrik Vilmos, a Hohenheimi Gazdasági Akadémia igazgatóját hívták meg, aki 1861-ig vezette az intézetet. Bécsbe való távozása után, az 1840 óta már itt oktató Dr. Masch Antal lett az utóda, aki csak 1863-ban kapott igazgatói kinevezést. A császári és királyi osztrák Földművelésügyi Minisztérium 1869-ben térítés ellenében átadta a Gazdasági Tanintézetet a Magyar Királyi Földművelésügyi Minisztériumnak,
1871-ben pedig kivált az anyaintézetből a bécsi Mezőgazdasági Főiskola. Ettől kezdve több óvári tanár is Bécsben folytatta munkáját. Az intézet új neve: „Magyar Királyi Gazdasági Felsőbb Tanintézet”. Az 1874-es esztendő újabb változást hozott a felsőbb tanintézet életében. A hazai szakoktatás legmagasabb fokú intézetévé lépett elő és „Magyar Királyi Gazdasági Akadémia” címet kapott. Az oktatás két évfolyamon magyar és német nyelven folyt. Rázsó Imre megalapította a Géptani Tanszék keretében Európa egyik legrégibb Gazdasági Eszköz- és Gépkísérleti Állomását (1869). Ezt 1872-ben a Vegykísérleti Állomás követte, melyhez a Meteorológiai Megfigyelő Állomás is csatlakozott (1873). A Növénytani Tanszéken belül 1878-ben létrejött a Vetőmagvizsgáló Állomás. A német nyelvű tagozatra 1883-ban már nem vettek fel hallgatókat és az 1884/85-ös tanévtől az akadémián az oktatás kizárólag magyar nyelven történt. Masch Antal halála (1884. augusztus) után Balás Árpád (1884–1897), a keszthelyi tanintézet korábbi vezetője lett az új igazgató. Őt ebben a beosztásban Thallmayer Viktor (1897–1898) és Vörös Sándor (1898–1908) követte. Ebben az időszakban Cserháti Sándor létrehozta a Növénytermesztési Kísérleti Állomást (1891), Ujhelyi Imre az Állatgyógyászati Állomást (1892) és 1896-ban megalapította a Magyaróvári Szarvasmarhatenyésztő Egyesülést. Az Akadémia tanári testületéből 1893-ban Gazdasági Bizottság alakult 137 megyére terjedő hatáskörrel. A Vetőmagvizsgáló Állomás 1893-ban a Linhart György által létesített Növényélet- és Kórtani Állomással önálló intézetté alakult.
Ujhelyi Imre 1903-ban megalapította a Magyar Királyi Tejgazdasági Kísérleti Állomást. Grábner Emil kezdeményezésére 1909-ben felállították az Országos Növénynemesítő Intézetet. Az Akadémia életében az 1906-os év új korszakot jelentett, mert a korábbi kétéves tanulmányi időt három évre emelték és így a hallgatók létszáma is jelentősen megnőtt. Ellátásukra új tanügyi épületet (jelenleg „B” épület) építették 1912-ben. A hallgatók kollégiumi elhelyezésére a vár épületében kijelölt hely kicsinek bizonyult, ezért a parkban 1929-ben felépült a kollégium. A hároméves oktatási időszak igazgató feladatait Kerpely Kálmán (1907–1908), Hensch Árpád (1908–1909), Ujhelyi Imre (1909–1919), Rázsó Imre (1919–1920), Bánvárth Sándor (1920–1930) és Groffits Gábor (1931–1945) látták el. A Gazdasági Akadémia a Tejkísérleti Állomással együttműködve a Felsőbb Tejgazdasági és Tejipari Szaktanfolyamon 1926-ban megindította a hazai felsőfokú tejipari szakképzést, amely a jelenleg folyó tejipari szakmérnökképzés elődjének tekinthető. A Gazdasági Akadémiát 1942-ben négy évfolyamú Mezőgazdasági Főiskolává fejlesztették. A főiskola vezetői teendőit első ízben látta el dékán. Az első dékán Groffits Gábor volt.
A második világháború befejezésével az Ideiglenes Nemzeti Kormány 1945 szeptemberében a főiskolát a Budapesti Agrártudományi Egyetemhez csatolta és mint az egyetem Mezőgazdaságtudományi Karának magyaróvári osztálya működött, élén Varga Kiss Ernő osztályelnökkel. A kormány 1949-ben a mezőgazdasági felsőfokú képzés centralizációs törekvései következtében az osztályt megszüntette. Mosonmagyaróváron 1954-ig mezőgazdasági technikumi oktatás volt. A felsőfokú képzést szolgáló intézet bezárásával a berendezési tárgyakban, felszerelésekben, a könyvtárban komoly károsodás történt. A régi, féltve őrzött európai hírű gyűjtemények elvesztésével pótolhatatlan veszteség érte nemcsak az óvári, hanem az egész magyar felsőoktatást. A mezőgazdasági termelés fejlesztése, a szövetkezeti mozgalom kibontakozása, az állami gazdaságok és gépállomások létrehozása egyre több szakembert igényelt. A kormány ezért 1954-ben Mezőgazdasági Akadémia névvel újból megnyitotta az intézet kapuit és hároméves oktatási idővel megindult a főiskolai szintű képzés Mosonmagyaróváron.
Az Akadémiát 1957-től egyetemi rangú felsőoktatási intézménnyé szervezték át és az oktatás időtartama 4 éves lett. Az új diploma a „mezőgazdasági mérnök” cím viselésére adott jogot. Az 1962. évi 22. sz. törvényerejű rendelet a Mezőgazdasági Akadémia címet megváltoztatta, az egyetemi rangú intézmény új neve Mosonmagyaróvári Agrártudományi Főiskola lett. Az oktatás időtartama a nappali tagozaton 1967-ben öt, a levelező tagozaton pedig 1968-ban hat évre változott. A Népköztársaság Elnöki Tanácsának 1970. évi 21. sz. törvényerejű rendeletével sor került a Mosonmagyaróvári Agrártudományi Főiskola és a Keszthelyi Agrártudományi Főiskola összevonására. Az összevonással szervezett Agrártudományi Egyetem, Keszthely két mezőgazdaságtudományi (keszthelyi és mosonmagyaróvári) karral 1970. szeptember 1. óta működött. A Minisztertanács rendeletével az egyetem a Kaposvári Állattenyésztési Karral bővült (1987). 1989-től a három kar alkotta a Pannon Agrártudományi Egyetemet.
2000. január 1-től megalakult Nyugat-Magyarországi Egyetem, amelybe integrálódott a Mezőgazdaságtudományi Kar. 2001-ben a kar neve Mezőgazdaság- és Élelmiszertudományi Karra változott jelezve, hogy a klasszikus mezőgazdasági tudományterületek mellett az intéz- 8 mény jelentős figyelmet fordít mind az oktatás, mind a kutatás területén is az élelmiszertermelés teljes vertikumának. 2008. január 1-től a szombathelyi Berzsenyi Dániel Főiskola három kara is csatlakozott az intézményhez. Így az újonnan létrejött intézmény neve Nyugat-magyarországi Egyetemre módosult.
2016. január 1-én a Kar csatlakozott a Széchenyi István Egyetemhez, 2022. augusztus 1-től a Kar neve is változó. Így jelenleg Széchenyi István Egyetem, Albert Kázmér Mosonmagyaróvári Kar.
https://ovarikar.sze.hu/a-karrol

### Művészeti Kar (SZE–MUK)

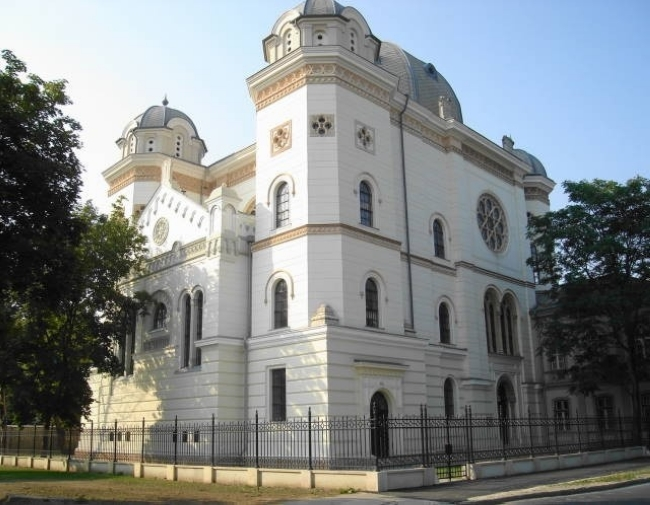
A Művészeti Kar a győri zsinagógában székel

A győri zeneművészeti képzés 1966-tól a Liszt Ferenc Zeneművészeti Főiskola Győri Tagozataként indult meg. Néhány év elteltével az intézmény felvette a Liszt Ferenc Zeneművészeti Főiskola Zeneiskolai Tanárképző Intézete nevet. Az intézmény szervezetileg és szakmai felügyelet szempontjából a Zeneakadémia tagozataiként működött, és 1996-ban integrálódott a győri Széchenyi István Főiskolához. A Széchenyi István Egyetem szervezeti átalakításával az intézet 2006. január 1-jén felvette a győri származású világhírű hegedűművész, Varga Tibor nevét. Az intézet 2017-től művészeti karrá alakult, amit Palkovics László oktatási államtitkár december 21-én jelentett be. Az új kar alapját a Varga Tibor Zeneművészeti Intézet adja. A művészeti képzés fejlesztésére az adott lehetőséget Győrben, hogy a Széchenyibe olvadt az Apáczai Csere János Kar, ahol képző- és táncművészeti oktatás is folyik a tanítóképzés keretében. A művészeti kar három tanszékkel alakul: Zenekari Hangszerek Tanszék, Szólóhangszerek és Művészetelmélet Tanszék, Vizuális Művészetek Tanszék.

## Akkreditált képzések
A Széchenyi István Egyetem jelenleg több mint 90 akkreditált alap- és mesterszakkal, illetve felsőfokú szakképzéssel rendelkezik. Ezek között megtalálhatóak jogi, gazdasági, műszaki, bölcsész, egészségügyi, mezőgazdasági és zeneművészeti képzések is. A legnépszerűbbek a műszaki szakok, ezen belül is a gépészmérnök, a mérnökinformatikus és a villamosmérnök alapszakok. Gazdasági képzései között nagy hallgatói létszámmal rendelkezik a gazdálkodási és menedzsment, illetve a kereskedelem és marketing szak. A Széchenyi István Egyetem hallgatóinak létszáma nagyjából 15 000 fő.

## Képzések

### Apáczai Csere János Kar

#### Alapképzési szakok
- Gyógypedagógia BA
- Közösségszervezés BA
- Szociálpedagógia BA
- Szociológia BA
- Tanító BA
- Szociális munka BA
- Nemzetközi tanulmányok BA (angol nyelven is)

#### Mesterképzési szakok
- Emberi erőforrás tanácsadó MA
- Kulturális mediáció MA
- Közösségi és civil tanulmányok MA

### Audi Hungaria Járműmérnöki Kar

#### Alapképzési szakok
- Járműmérnöki BSc (angol nyelven is)
- Környezetmérnöki BSc
- Logisztikai mérnöki BSc (angol nyelven is)
- Műszaki menedzser BSc

#### Mesterképzési szakok
- Járműmérnöki MSc (angol nyelven is)
- Logisztikai mérnöki MSc
- Műszaki menedzser MSc

### Deák Ferenc Állam- és Jogtudományi Kar

#### Alapképzési szakok
- Igazságügyi igazgatási BA
- Személyügyi, munkaügyi és szociális igazgatási BA

#### Osztatlan egységes képzési szakok
- Jogász

### Egészség- és Sporttudományi Kar

#### Alapképzési szakok
- Ápolás és betegellátás BSc
- Rekreáció és életmód BSc
- Egészségügyi gondozás és prevenció BSc

### Építész-, Építő- és Közlekedésmérnöki Kar

#### Alapképzési szakok
- Építészmérnöki BSc
- Építőmérnöki BSc (angol nyelven is)
- Közlekedésmérnöki BSc

#### Osztatlan képzési szakok
- Építészmérnöki

#### Mesterképzési szakok
- Építész MSc (angol nyelven is)
- Infrastruktúra-építőmérnöki MSc (angol nyelven is)
- Közlekedésmérnöki MSc (csak keresztfélév)
- Szerkezet-építőmérnöki MSc
- Településmérnöki MSc

### Gépészmérnöki, Informatikai és Villamosmérnöki Kar

#### Alapképzési szakok
- Gazdaságinformatikus BSc
- Gépészmérnöki BSc
- Mechatronikai mérnöki BSc
- Mérnökinformatikus BSc
- Villamosmérnöki BSc
- Programtervező informatikus BSc

#### Mesterképzési szakok
- Gazdaságinformatikus MSc (angol nyelven is)
- Gépészmérnöki MSc (angol nyelven is)
- Mechatronikai mérnöki MSc
- Mérnökinformatikus MSc (angol nyelven is)
- Villamosmérnöki MSc
- Programtervező informatikus MSc
- Tanári (mérnöktanár) MA

#### Osztatlan képzési szakok
- Tanári (mérnöktanár)

### Kautz Gyula Gazdaságtudományi Kar

#### Alapképzési szakok
- Gazdálkodási és menedzsment BSc (angol nyelven is)
- Kereskedelem és marketing BSc
- Turizmus-vendéglátás BSc
- Nemzetközi gazdálkodás Bsc

#### Mesterképzési szakok
- Ellátásilánc menedzsment MSc (angol nyelven is)
- Marketing MSc (angol nyelven is)
- Nemzetközi gazdaság és gazdálkodás MSc (angol nyelven is)
- Regionális és környezeti gazdaságtan MSc
- Vezetés és szervezés MSc
- Turizmus-menedzsment

#### MBA-képzések
- Executive MBA menedzser
- Executive MBA szakközgazdász

### Albert Kázmér Mosonmagyaróvári Kar (Mezőgazdaság- és Élelmiszertudományi Kar)

#### Alapképzési szakok
- Állattenyésztő mérnök BSc
- Élelmiszermérnöki BSc (angol nyelven is)
- Környezetmérnök BSc
- Mezőgazdasági és élelmiszeripari gépészmérnöki BSc
- Mezőgazdasági mérnöki BSc (angol nyelven is)
- Mezőgazdasági vízgazdálkodási és környezzettechnológiai mérnök BSc
- Vidékfejlesztési agrármérnöki BSc

#### Osztatlan képzési szakok
- Agrármérnöki

#### Mesterképzési szakok
- Állattenyésztő mérnöki MSc
- Élelmiszerbiztonsági és -minőségi mérnöki MSc
- Környezetgazdálkodási agrármérnöki MSc
- Növényorvosi MSc
- Mezőgazdasági biotechnológus MSc
- Mezőgazdasági vízgazdálkodási mérnöki MSc
- Regionális és környezeti gazdaságtan MSc (angol nyelven is)
- Vidékfejlesztési agrármérnöki MSc
- Agrármérnök tanár MSc

### Művészeti Kar
- Építőművészet BA
- Formatervezés BA
- Tervezőgrafika BA
- Előadó-művészet BA – klasszikus ének, fagott, fuvola, gitár, gordon, gordonka, harsona, hegedű, klarinét, kürt, mélyhegedű, oboa, orgona, trombita, tuba, ütőhangszer, zongora szakirány
- Tanári (zenetanár)
- Tervezőgrafika MA
- Építőművész MA
- Formatervező művész MA
- Klasszikus hangszerművész MA (angol nyelven is)
- Karmester MA

## Az intézmény tevékenysége
Az intézmény első, alapító főigazgatója dr. Hegedüs Gyula volt.
Már 1989-ben elkezdődött az addigiaktól eltérő – a hallgatói önálló munkára épülő –, a követelmények teljesítését a centrumba állító képzés előkészítése. Az intézmény szervezete, képzési rendszere dr. Szekeres Tamás megbízása kezdetétől (1989-től) megváltozott. Növekedett a nagy létszámú eladások száma, súlya. Ugyanakkor bővültek a konzultációk formái és lehetőségei, hogy a hallgatók minél több személyes támogatást kapjanak tanulmányi problémáik megoldásához.
A főiskola és az Universitas-Győr Alapítvány minden erőforrást megmozgatott, hogy azokon a szakokon, ahol az egyetemi képzés indokolt megszerezze az akkreditáció feltételeit.
Széchenyis hallgatók egyetemi diplomát először 1997 szeptemberében a TIGER nevű német nyelvű közlekedésépítő szakos, nemzetközi oktatási program keretében kaptak. Azt a pozsonyi Szlovák Műszaki Egyetem állította ki részükre.
1995 őszén a Győri Jogakadémia megszűnése után 103 évvel újra visszatért az egyetemi szintű jogászképzés Győrbe.
A hagyományos, mérnöki szakok a szolgáltató infrastruktúrával kapcsolatosak. Főképpen az építés, az építészet, a közlekedés, a logisztika, a szolgáltatási marketing és menedzsment, a járműgyártás és a távközlési-informatikai rendszerek területén tevékenykedő vállalkozásoknál helyezkedhetnek el a végzett hallgatók.
A tanulmányi időszaknak számító gyakorlati félév során a hallgatók az Audi Hungaria Zrt., az Opel Magyarország Járműgyártó Kft, a RÁBA Járműipari Holding Nyrt. mellett egyéb szakmában meghatározó, hazai és európai közlekedési, szállítmányozási cégeknél vesznek részt a munkában. Az iparban gyakorlati jártassággal rendelkező mérnökök felkészítése a cél. Az ipari háttér bemutatásával, az önálló munka ösztönzésével, a produktív műszaki készségek fejlesztésével készíti fel a jövendő szakembereket.

### SZEngine[11]
A projektet az Audi Hungaria Belső Égésű Motorok Tanszéke az Audi Hungaria motorfejlesztési részlegével közösen hívta életre 2008-ban. A SZEngine csapata a világon teljesen egyedülállóan egy versenymotort tervez, gyárt, illetve fejleszt, a Formula Student versenysorozatban szereplő csapatok számára. A Formula Student egy különleges és egyedi verseny. A felsőoktatásban tanuló mérnökhallgatók feladata egy együléses versenyautó tervezése és megépítése, mellyel a versenypályán kell bizonyítaniuk rátermettségüket. A SZEngine egy speciális, innovatív, kimondottan a versenysorozat szigorú szabályaihoz optimalizált motort fejleszt. Ezért a SZEngine egyedi módon kapcsolódik a sorozathoz.

### SZEnergy[12]

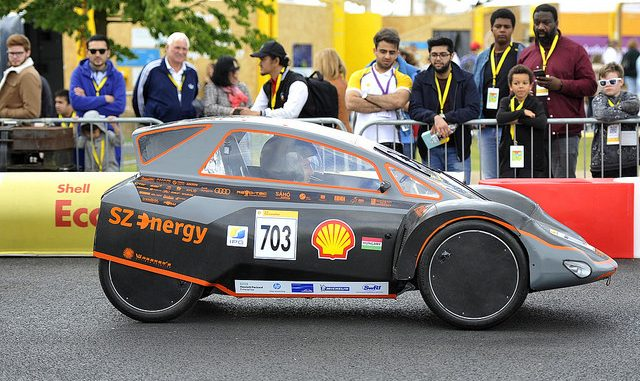
A SZElectricity Shell Eco-marathonon

A SZEnergy Team a Széchenyi István Egyetemen működő, oktatói és kutatói mentorálással tevékenykedő hallgatói versenycsapat, mely elektromos járművek fejlesztésével és építésével foglalkozik.
2005 óta a Közúti és Vasúti Járművek Tanszék és a Járműipari Kutatóközpont oktatóinak és kutatóinak mentorálásával a csapat számos elektromos meghajtású versenyautót épített. Eleinte napelemek szolgáltatták az elektromos energiát később pedig akkumulátorról üzemeltetett, tisztán elektromos meghajtású autókat fejlesztett és épített a csapat. A SZEnergy Team autói a csapat kutatási és fejlesztési eredményeit országos és nemzetközi szinten is bizonyították már. 2008 óta minden évben részt vesz a csapat a világ legnagyobb energiahatékonysági versenyén, a Shell Eco-marathonon.
A csapat jelenlegi legfejlettebb versenyautója, a SZElectricity, Londonban a 4. leghatékonyabb elektromos, városi koncepcióautónak bizonyult. A jármű Magyarország leghatékonyabb elektromos versenyautója is egyben, hiszen az elért legjobb energiamérlege 195 km/kWh. Ez az jelenti, hogy 195 kmtávolságot tud megtenni, mindössze 1 kWh áramból, ami jelenleg 45 Ft. Tehát ez az autó képes lenne 45 Ft-ból abszolválni a Sopron–Budapest-távolságot.

## Széchenyi Egyetemi Napok
A 2012-ben megújult SZEN kezdetekben az egyetem hallgatóit célozta meg programjaival, de mára már a város lakossága is célcsoportja. A koncertek és éjszakai partik mellett sportesemények, gyermekprogramok, kézműves foglalkozások, közönségtalálkozók várják a vendégeket. A fesztivált a Bridge Hallgatói és Ifjúsági Klubban rendezik meg. Az elmúlt években fellépett például a Punnany Massif, a Halott Pénz, a Wellhello és a Tankcsapda.

## Rangsor
|     | 2022     | 2023     | 2024      |
| --- | -------- | -------- | --------- |
| THE |          |          | 1501+     |
| QS  | 801-1000 | 801-1000 | 1001-1200 |